# 크로아티아
크로아티아 공화국(크로아티아어: Republika Hrvatska 레푸블리카 흐르바츠카, 영어: Republic of Croatia), 줄여서 크로아티아(크로아티아어: Hrvatska 흐르바츠카, 문화어: 흐르바쯔까, 중국조선어: 크로아찌아)는 동남유럽에 속한 나라로 발칸반도 판노니아 평원의 교차점에 자리잡고 있다. 수도는 자그레브이다. 동쪽으로 세르비아와 몬테네그로, 보스니아 헤르체고비나, 서쪽으로 아드리아해, 북쪽으로는 슬로베니아·헝가리와 국경을 맞대고 있다.
크로아티아는 유엔, 유럽 평의회, 북대서양 조약기구, 세계 무역 기구, 유럽 연합의 가입국이며 지중해 연합의 창립 회원국이다. 2013년 7월 1일 유럽 연합에 28번째 회원국으로 가입했다. 국제 통화 기금에서는 이 나라를 신흥 개발도상국으로 분류하며, 세계 은행에서는 중위소득 경제 수준으로 본다.

## 역사
신석기 시대부터 현재의 크로아티아에 사람이 거주한 것으로 추정된다. 기원전 8세기에는 흑해, 지중해, 아드리아해 연안에서 온 고대 그리스인들의 식민 도시가 수립되었다. 1세기에는 로마 제국의 지배를 받았다.
크로아티아인이 현재의 크로아티아에 온 것은 7세기 초의 일이다. 이들은 크로아티아 공국(626년 ~ 925년경), 판노니아 공국(9세기)을 세웠다. 925년에는 트르피미로비치 왕조 출신의 토미슬라브 공작이 크로아티아의 국왕 칭호를 받았다. 중세 크로아티아 왕국은 200여년 가까이 주권을 지켰으며, 페타르 크레시미르 4세와 드미타르 즈보니미르 국왕 시대에 전성기를 누렸다.
1000년경부터 베네치아 공화국이 아드리아해 연안을 통제하면서 크로아티아는 쇠퇴하게 된다. 1090년대 크로아티아에서는 왕위 계승자가 없었기 때문에 왕국의 존립 자체가 흔들리게 된다. 1102년 크로아티아는 헝가리 왕국과의 동군연합(크로아티아-헝가리 동군연합) 관계를 수립했다.
1526년 크로아티아 의회는 합스부르크 왕가의 페르디난트 1세를 국왕으로 선출했다. 헝가리는 1683년부터 1791년까지 크로아티아 등을 재장악하며 합스부르크 군주국 내 슬라브족을 영접하기 위한 항구를 경계 지역에 건립하였다.:201 크로아티아는 1868년 크로아티아-헝가리 타협이 체결된 뒤부터 오스트리아-헝가리 제국의 지배를 받았다.
1918년 제1차 세계 대전이 종식되면서 오스트리아-헝가리 제국으로부터 독립한 크로아티아는 유고슬라비아 왕국의 일부가 되었다. 제2차 세계 대전 시기에는 나치 독일의 괴뢰 정권인 크로아티아 독립국이 수립되기도 했다. 1945년 제2차 세계 대전이 종식되면서 유고슬라비아 사회주의 연방공화국의 일원이 되었다. 1991년 6월 25일에 크로아티아는 독립을 선언해 주권 국가가 되었다. 이후 유고슬라비아 사회주의 연방 공화국이 반발하여 전쟁을 일으켰으나 물러갔다. 그러나 제2차 세계대전 당시 '우스타샤'에 의한 학살의 기억을 가지고 있던 세르비아계는 이후 크로아티아인들이 보복할 것을 두려워 했고, 양측 사이에 충돌과 인권 침해가 뒤따랐다.  크로아티아 내 세르비아인들은 크로아티아의 독립에 반발하여 크라이나 세르비아 공화국을 세웠고, 이듬해 보스니아가 보스니아 헤르체고비나 공화국으로 독립하자 보스니아 내 세르비아인들이 스릅스카 공화국을 세우겠다고 하여 보스니아 전쟁이 일어났다. 크로아티아는 크로아티아인 우세지역을 크로아티아에 통합할 목적으로 보스니아 전쟁에 참전하였고, 세르비아와 마찬가지로 보스니아 무슬림을 학살하였다. 보스니아 전쟁이 끝나갈 무렵 크라이나 세르비아 공화국에 대한 총공격을 실시해 괴멸상태에 빠뜨렸고, 1998년 완전히 통합했다.

## 지리

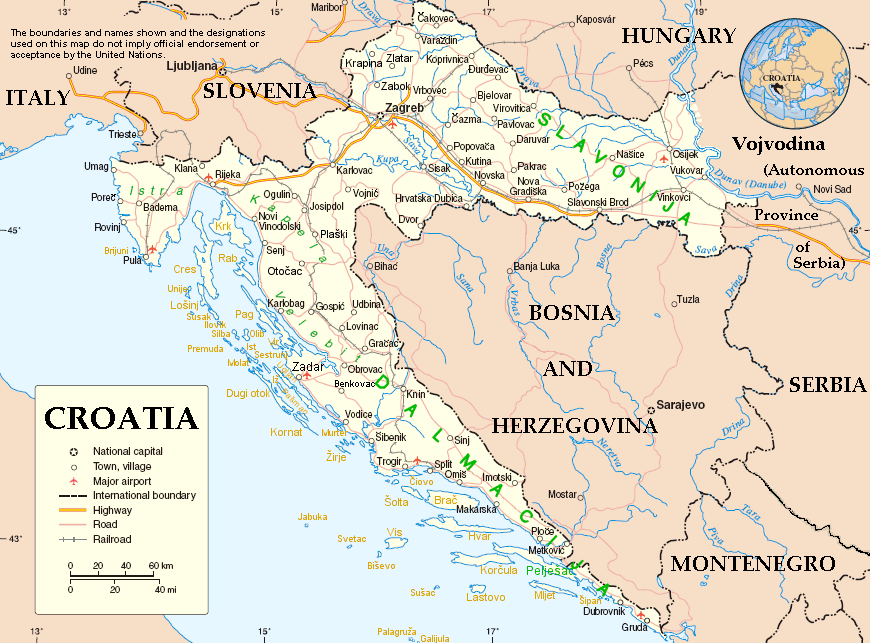
크로아티아의 지도

크로아티아는 발칸반도에 있는 나라로, 서쪽에는 지중해의 일부인 아드리아해가, 북서쪽에는 이스트라반도가 있다. 크로아티아는 크게 중앙크로아티아, 슬라보니아, 달마티아, 이스트라반도 4개 지방으로 나뉜다.
판노니아 평원, 디나르알프스산맥이 크로아티아의 지형 가운데 대부분을 형성한다. 크로아티아 전체 국토의 53.42%는 해발 200m 이하의 저지대이다. 저지대의 대부분은 크로아티아의 북부 지방, 특히 슬라보니아에 많이 분포하고 있으며 판노니아 평원의 일부를 형성한다. 평지에는 지질학적으로 지루, 지구가 모여 있는데 판노니아 해에 있던 섬들로 추정된다. 해발 고도가 비교적 높은 토양은 디나르알프스산맥의 리카, 고르스키코타르에 분포하고 있지만 고지대는 크로아티아 전체 지역에 분포하고 있다.
디나르알프스산맥에는 크로아티아에서 가장 높은 산인 디나라산(높이 1,831m)을 비롯한 높이 1,500m 이상의 높은 산들이 위치한다. 크로아티아에 위치한 아드리아해의 해안선은 길이가 1,777.3km에 달한다. 1,246개에 달하는 크고 작은 섬들은 길이가 4,058km에 달하는 해안선에 둘러싸여 있는데 이는 지중해에서 가장 복잡한 해안선이다. 카르스트 지형은 크로아티아의 절반 이상을 차지하고 있으며 특히 디나르알프스산맥의 대부분을 차지하고 있다. 크로아티아의 해안과 도서 지방에도 카르스트 지형이 분포하고 있다.
크로아티아 전체 국토의 62%는 흑해로 흘러가는 하천의 유역이다. 크로아티아를 흐르는 큰 강으로는 도나우강, 사바강, 드라바강, 무어강, 쿠파강이 있다. 아드리아해 방향으로 흐르는 강 중에서 가장 큰 강으로는 네레트바강이 있다. 크로아티아의 기후는 쾌적한 온도와 습도를 띠고 있는데 쾨펜의 기후 구분에서는 대륙성 기후로 분류된다. 크로아티아의 연안 지방은 지중해성 기후를, 내륙 지방은 서안 해양성 기후를 띤다.
크로아티아에는 유럽에서 최대 규모를 자랑하는 생물 다양성 생태지역을 갖고 있다. 크로아티아는 생물지리학적으로 지중해 지대, 디나르알프스산맥 지대, 드라바강-도나우강 지대, 대륙성 지대로 나뉜다. 크로아티아는 444개의 생태지역을 갖고 있으며 이는 크로아티아 전체 면적의 8.5%에 달한다. 크로아티아에는 37,000종의 생물이 서식하고 있는데 아직 발견되지 않은 생물까지 포함한다면 최소 50,000종, 최대 100,000종의 생물이 분포하고 있는 것으로 추정된다.

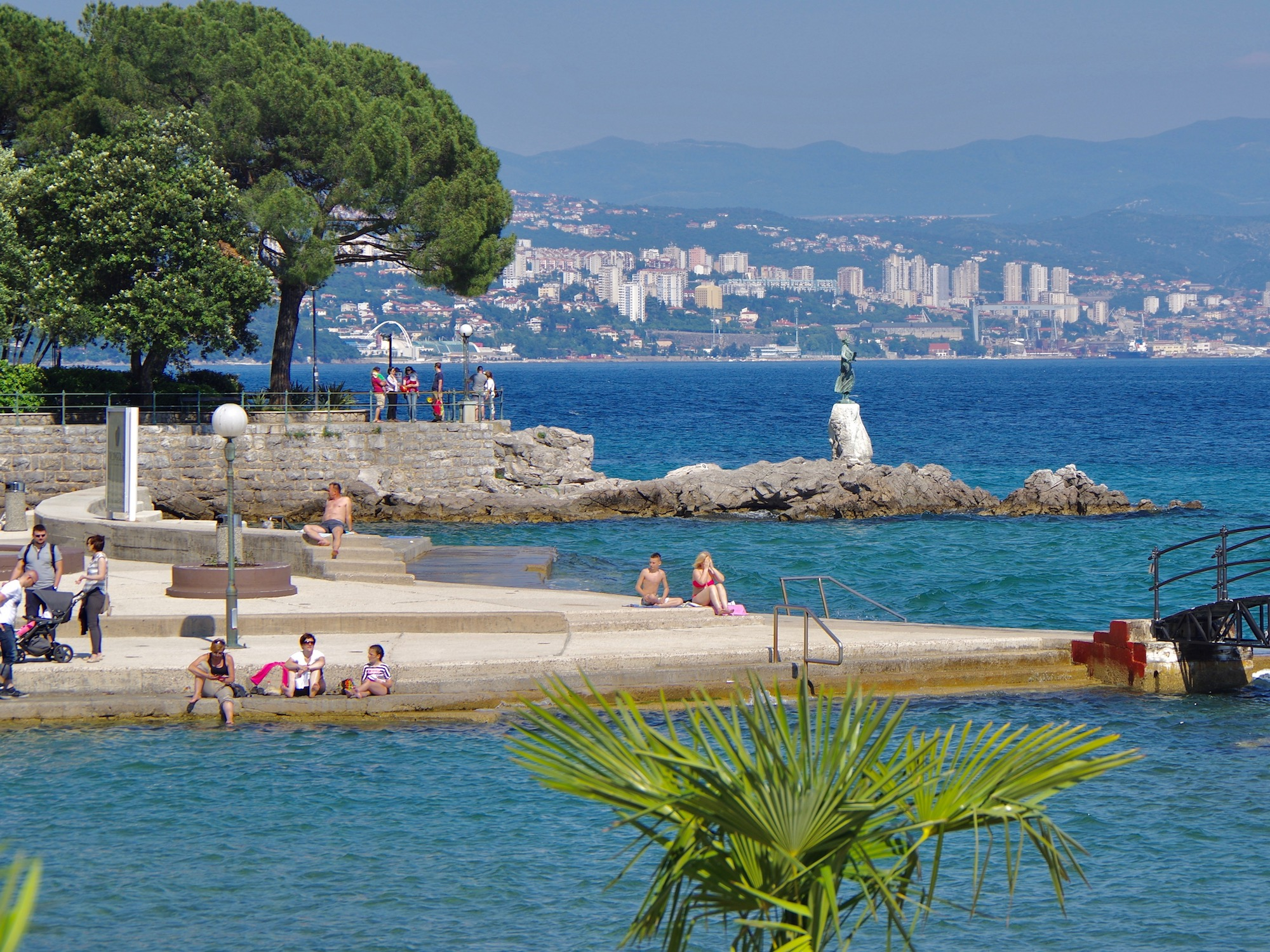
리예카

## 정치
크로아티아는 의원내각제 국가이며 크로아티아 의회는 151석의 단원제를 채택하고 있다. 주요 정당은 크로아티아 사회민주당, 크로아티아 민주연합, 크로아티아 사회진보당, 크로아티아 농민연합 등이다. 1994년 3월 미국의 중재로 보스니아 헤르체고비나 연방과 국가 연합을 형성하기로 합의했다. 1992년 8월 독립 후 첫 대통령 선거와 하원 의원 선거를 실시, 프라뇨 투지만 대통령이 선출되었다. 2002년 스체판 메시치 대통령이 취임했으며, 2015년 2월 19일에 콜린다 그라바르키타로비치가 대통령에 당선이 되었으나 2020년 대통령 선거에서 2020년 2월 19일에 크로아티아 사회민주당 소속의 조란 밀라노비치가 대통령에 당선자가 되었고 현재 총리는 크로아티아 민주연합 소속의 안드레이 플렌코비치가 총리로 2016년 10월 19일부터 현재까지 총리으로 재직 중이다.

## 경제
달마티아 지역을 중심으로 아드리아해 연안에 관광 명소가 많아 대표적 외화가득원은 관광이었으나, 내전으로 관광수입이 격감하다가 괄목할만한 회복세를 보이고 있다. 최근에는 100여만명이 넘는 유럽인 휴양객들이 아드리아해 연안을 찾고 있다.
폭발적으로 늘어난 소기업들이 많은 실업자를 흡수했고, 제약회사 플리바는 크로아티아 기업 가운데 처음으로 런던 증권거래소에 주식을 상장했다. 인플레이션은 유럽에서 가장 낮은 수준을 유지했으며 외환 보유고도 늘었다. 주요 지하자원은 원유와 천연가스로 이들 지하자원과 스플리트 수력발전소(22만kW)의 동력을 기초로 제강·정유·조선·철도차량·기계설비·정유·화학 등의 중화학공업이 발달해 있고 식품가공·제지·섬유·목재·전기·전자·의약품 공업 등의 경공업도 발달하고 있다. 토지이용에 있어서 농경지는 27.6%로 주로 옥수수·밀·보리 등 과수를 재배하고 있다. 산림은 전국토 35.6%로 젖소 등 목축을 한다.
주요 무역상대국은 독일·이탈리아·러시아 등이며 주요 수출품은 의류·자동차·수송기계 등이고, 주요 수입품은 자동차·전기기계 등이다. 리예카와 스플리트는 이 나라 굴지의 무역항이고 자그레브로 연결되는 철도가 있다.
경제적 이점으로는 안정된 경제성장, IMF보호하의 정부지출 축소, 구제 프로그램 시작을 들 수 있고, 약점으로는 2001년부터 시작한 노동조합의 설립과 저항, 전쟁으로 인한 피해 약 500억 달러, 높은 실업률(20%)을 꼽을 수 있다.

## 사회

### 주민
주민은 크로아티아인이 90.4%로 절대다수를 차지하며, 그 밖에 세르비아인이 4.5%, 보스니아인이 0.5%, 기타 민족(우크라이나인, 이탈리아인, 독일인, 헝가리인, 롬인, 루신인 등) 순이다.
크로아티아 전쟁과 보스니아 전쟁 이후 크로아티아인의 비율은 높아진 반면 세르비아인의 비율은 낮아졌는데, 이는 보스니아 헤르체고비나의 크로아티아인들이 보스니아 전쟁을 피해 다수 유입하고 크로아티아에 거주했던 세르비아인들이 세르비아와 스릅스카 공화국으로 이주했기 때문이다.

### 언어
크로아티아어가 공용어이며 폭넓게 사용(69%)되고 있다. 그 밖에 세르비아어, 보스니아어, 헝가리어, 이탈리아어, 독일어, 러시아어, 영어 등이 일부 쓰인다.
크로아티아는 프랑스어 사용국 기구(프랑코포니)의 참관국이다.

### 종교
종교는 대부분이 가톨릭교이다(87.8%). 나머지는 세르비아 정교회가 4.4%, 이슬람교가 1.3%, 개신교와 기타가 0.3% 등이다.

## 문화
17세기 프랑스에서 활동하던 크로아티아인 용병들이 착용하던 츠라바트(Cravat)는 넥타이의 기원으로 여겨진다. 아드리아해와 접한 두브로브니크 구 시가지는 유네스코가 지정한 세계유산에 등재되어 있다.
그리고 2018년 FIFA 월드컵에서 결승전에 올라서 아쉽게 프랑스에게 4대 2로 패배하면서 준우승을 기록했지만, 이는 크로아티아의 최고 기록으로 기록되었다.

## 대외 관계
대 한국 관계
대한민국과 수교국이다. 국내항공사 중 티웨이항공사는 24년부터 인천 - 자그레브로 운항을 시작했다  대한항공이 인천발 자그레브행 전세편을 운항하고 있다. 주로 한국 관광객들이 두브로니크를 많이 방문하는 편이다.
대 세르비아 관계
1920년에 세르비아를 포함하여 건국된 유고슬라비아 왕국은 1941년 나치 독일에 의해 점령당했으며, 나치에 협력한 크로아티아인에 의해 세르비아인에 대한 학살이 이루어졌다. 구 유고슬라비아 내전에서 서로 민간인 학살과 인권 유린을 자행하여 서로 사이가 우호적이지는 않다.
대 헝가리 관계
1102년에 크로아티아는 슬로베니아, 달마티아와 함께 헝가리의 왕을 자신들의 군주로 받아들였다.:200 헝가리는 1683년부터 1791년까지 크로아티아를 재장악하며 합스부르크 제국 내 슬라브족을 영접하기 위한 항구를 경계지역에 건립하였다.:201 제2차세계대전 당시 나치독일에 같이 복속된 경험이 있으며, 구 유고슬라비아 연방 붕괴 이후 두 나라는 외교관계를 수립하였다. 참고로 두 나라 모두 나토 회원국이다.
대 러시아 관계
러시아와는 소련 해체 이후에 수교를 맺었고 약간의 우호적인 관계를 유지하고 있다. 하지만 서방과의 관계가 러시아와의 관계보다는 강하다.

#### 대 유럽연합 관계
슬로베니아 이후 처음으로 유럽연합에 가입한 동유럽 국가라는 점에서 의의를 갖는다. 2023년서부터는 크로아티아도 유로화를 정식으로 도입하였다.

## 유럽연합 가입
크로아티아는 국민투표에서 66.3% 찬성으로 유럽 연합의 28번째 회원국으로 가입하게 되었다.

### 크로아티아어
- (크로아티아어/영어) (http://www.vlada.hr/ 정부 공식 웹사이트)
- (크로아티아어/영어) (https://web.archive.org/web/20070225142027/http://www.mvpei.hr/MVP.asp?pcpid=1123 크로아티아 외무부)
- (크로아티아어/영어/독일어) (https://web.archive.org/web/20061218141042/http://www.croatia.hr/English/Default.aspx 크로아티아 여행)

### 한국어
- (https://web.archive.org/web/20100928003600/http://hrv.mofat.go.kr/kor/eu/hrv/main/index.jsp 주한 크로아티아 대사관)
- (https://web.archive.org/web/20050517024652/http://mission.missionseed.net/info/oversea/europe_croatia.html 크로아티아 개요)
- (http://www.modetour.com/Travelinfo/eyeofeagle/SubMain2.aspx?MLoc=0901&itid=1&Pid=172 보관됨 2016-03-06 - 웨이백 머신 크로아티아에 대하여)

### 영어
- (영어) 론리플래닛의 정보(크로아티아편)
- (영어) CIA의 세계 정보(크로아티아편) 보관됨 2005-07-10 - 웨이백 머신